# Wisła Cracovia

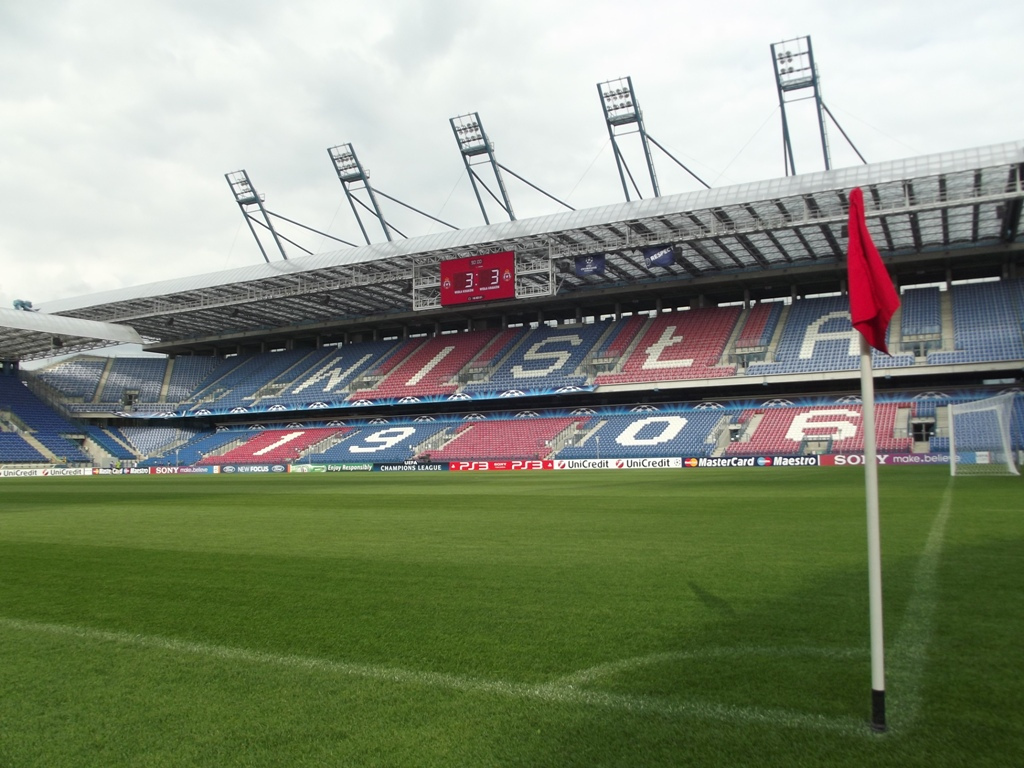
Stadionul Wisłei

Wisła Cracovia este un club de fotbal din Cracovia, Polonia care evoluează în Ekstraklasa.

## Palmares

### Național
- Ekstraklasa:
  - Primul loc (13)*: 1927, 1928, 1949, 1950, 1978, 1999, 2001, 2003, 2004, 2005, 2008, 2009, 2011
  - Locul doi (13): 1923, 1930, 1931, 1936, 1947, 1948, 1951, 1966, 1981, 2000, 2002, 2006, 2010
  - Locul trei (10): 1925, 1929, 1933, 1934, 1938, 1952, 1953, 1976, 1991, 1998

(În 1951, Wisla a încheiat prima ligă pe poziția întâi, dar titlul de campioană națională a fost acordat câștigătoarei Cupei Poloniei, Ruch Chorzow)
- Cupa Poloniei:
  - Câștigătoare (4): 1926, 1967, 2002, 2003
  - Finalistă (6): 1951, 1954, 1979, 1984, 2000, 2008
- Supercupa Poloniei:
  - Câștigătoare (1): 2001
  - Finalistă (4): 1999, 2004, 2008, 2009
- Cupa Ligii Poloniei:
  - Câștigătoare (1): 2001
  - Finalistă (1): 2002

### Europa
- Liga Campionilor UEFA:
  - Sferturi de finală (1): 1979
- Cupa UEFA:
  - Runda a 4 a (Șaisprezecimi) (3): 1968, 1985, 2003
- Cupa UEFA Intertoto:
  - Câștigătoare (3): 1970, 1971, 1973

### Intercontinental
- Trofeul Chicago:
  - Câștigătoare (1): 2007

## Lotul actual
La 15 ianuarie 2021.
| Nr. |                       | Poziție | Jucător                        |
| --- | --------------------- | ------- | ------------------------------ |
| 1   | Polonia               | P       | Mateusz Lis                    |
| 2   | Polonia               | F       | Rafał Janicki                  |
| 3   | Bosnia și Herțegovina | F       | Adi Mehremić                   |
| 4   | Polonia               | F       | Maciej Sadlok                  |
| 6   | Albania               | M       | Vullnet Basha                  |
| 7   | Polonia               | M       | Michał Mak                     |
| 8   | Polonia               | F       | Łukasz Burliga                 |
| 9   | Polonia               | M       | Rafał Boguski                  |
| 10  | Kazahstan             | M       | Georgy Zhukov                  |
| 11  | Muntenegru            | A       | Fatos Bećiraj                  |
| 14  | Polonia               | F       | Daniel Hoyo-Kowalski           |
| 15  | Brazilia              | A       | Jean Carlos                    |
| 16  | Polonia               | M       | Jakub Błaszczykowski (Căpitan) |
| 17  | Polonia               | F       | Serafin Szota                  |
| 18  | Spania                | M       | Chuca                          |
| 19  | Polonia               | F       | David Niepsuj                  |

| Nr. |            | Poziție | Jucător              |
| --- | ---------- | ------- | -------------------- |
| 20  | Polonia    | F       | Konrad Gruszkowski   |
| 21  | Serbia     | M       | Nikola Kuveljić      |
| 22  | Polonia    | P       | Michał Buchalik      |
| 25  | Cehia      | F       | Michal Frydrych      |
| 33  | Polonia    | F       | Dawid Abramowicz     |
| 34  | Luxemburg  | F       | Tim Hall             |
| 40  | Ghana      | M       | Yaw Yeboah           |
| 41  | Polonia    | M       | Kacper Duda          |
| 43  | Polonia    | F       | Dawid Szot           |
| 44  | Polonia    | A       | Aleksander Buksa     |
| 48  | Polonia    | P       | Kamil Broda          |
| 59  | Polonia    | A       | Przemysław Zdybowicz |
| 77  | Austria    | M       | Stefan Savić         |
| 80  | Polonia    | M       | Patryk Plewka        |
| 99  | Costa Rica | A       | Felicio Brown        |
|     | Polonia    | A       | Tafara Madembo       |

## Jucători notabili
| Polonia - Józef Adamek (1919–33) - Mieczysław Balcer (1923–35) - Marcin Baszczyński (2000–09) - Jakub Błaszczykowski (2005–07) - Jacek Bobrowicz (1989–94) - Rafał Boguski (2005–) - Paweł Brożek (1998–2010), (2013–) - Piotr Brożek (1998–2010), (2013–14) - Krzysztof Budka (1975–85) - Ryszard Budka (1955–68) - Krzysztof Bukalski (1998–2001) - Franciszek Cebulak (1923) - Radosław Cierzniak (2015–) - Ryszard Czerwiec (1998–2002) - Stanisław Czulak (1923–33) - Piotr Ćwielong (2007–10) - Tomasz Dawidowski (2004–09) - Dariusz Dudka (2005–08), (2014–15) - Michał Filek (1933–49) - Stanisław Flanek (1946–54) - Tomasz Frankowski (1998–2005) - Łukasz Garguła (2009–15) - Witold Gieras (1920–23), (1924–28) - Władysław Giergiel (1939), (1946–49) - Arkadiusz Głowacki (2000–10), (2012–) - Konrad Gołoś (2005–10) - Damian Gorawski (2003–04) - Mieczysław Gracz (1933–53) - Bolesław Habowski (1933–38) - Krzysztof Hausner (1968–70) - Zbigniew Hnatio (1970–71) - Andrzej Iwan (1976–85) - Jan Jałocha (1969–86) - Marcin Jałocha (1987–92) - Zdzisław Janik (1989–93) - Maciej Jankowski (2014–) - Zbigniew Jaskowski (1945–55) - Mariusz Jop (1999–2004), (2009–10) - Jerzy Jurowicz (1933–55) - Kazimierz Kaczor (1913–27) - Paweł Kaczorowski (2006) - Grzegorz Kaliciak (1992–96), (1998–2003) - Radosław Kałużny (1998–2001) - Zdzisław Kapka (1968–83), (1987) - Jan Karwecki (1978–80) - Władysław Kawula (1951–71) - Marian Kiliński (1922–33) - Walerian Kisieliński (1930–32) - Tomasz Kłos (2004–06) - Kazimierz Kmiecik (1968–82) - Adam Kogut (1918–19) - Józef Kohut (1948–54) - Adam Kokoszka (2005–08) - Marek Koniarek (1997) - Tadeusz Konkiewicz (1923–25) - Kamil Kosowski (1999–2008), (2013) - Jan Kotlarczyk (1925–36) - Józef Kotlarczyk (1927–39) - Jacek Kowalczyk (2004–06) - Władysław Kowalski (1923–30) - Maksymilian Koźmin (1927–36) - Władysław Krupa (1921–27) - Paweł Kryszałowicz (2005–06) - Mariusz Kukiełka (2004) - Tomasz Kulawik (1991–2002) | - Marek Kusto (1972–77) - Marcin Kuźba (2002–03), (2004–06) - Grzegorz Lewandowski (1989–93) - Leszek Lipka (1976–90) - Wojciech Łobodziński (2008–11) - Antoni Łyko (1930–39) - Marian Machowski (1950–63) - Henryk Maculewicz (1971–79) - Edward Madejski (1933–37) - Radosław Majdan (2004–06) - Bronisław Makowski (1927–31) - Józef Mamoń (1947–54) - Patryk Małecki (2001–14) - Marian Markiewicz (1918–26) - Radosław Matusiak (2008) - Krzysztof Mączyński (2007–11), (2015–) - Adam Michel (1949–63) - Stanisław Mielech (1910–11) - Michał Miśkiewicz (2012–14), (2015–) - Fryderyk Monica (1954–70) - Zdzisław Mordarski (1949–56) - Kazimierz Moskal (1982–90), (1999–2003) - Olgierd Moskalewicz (1999–2001) - Marek Motyka (1978–89) - Adam Musiał (1967–77) - Adam Nawałka (1972–85) - Janusz Nawrocki (1979–86) - Andrzej Niedzielan (2007–09) - Grzegorz Pater (1993–2003) - Format:Country data Hungarian Republic (1946–49) Rudolf Patkoló (1951–52) - Mariusz Pawełek (2006–10) - Zbigniew Płaszewski (1975–81) - Tadeusz Polak (1958–73) - Aleksander Pychowski (1925–35) - Henryk Reyman (1910–33) - Maciej Sadlok (2014–) - Piotr Skrobowski (1977–85) - Emil Skrynkowicz (1923–31) - Radosław Sobolewski (2005–13) - Łukasz Sosin (1999–2002) - Mariusz Stępiński (2014–15) - Maciej Stolarczyk (2002–07) - Henryk Stroniarz (1964–71) - Zdzisław Styczeń (1924–26) - Łukasz Surma (1995–98) - Andrzej Sykta (1959–68) - Igor Sypniewski (2002) - Maciej Szczęsny (2001–02) - Mieczysław Szczurek (1949–55) - Antoni Szymanowski (1969–70), (1972–78) - Henryk Szymanowski (1963–83) - Mirosław Szymkowiak (2001–04) - Stefan Śliwa (1912–24) - Marek Świerczewski (1981–89) - Kazimierz Węgrzyn (1998–2000) - Jakub Wierzchowski (1998–99) - Cezary Wilk (2010–13) - Mieczysław Wiśniewski (1921–24) - Artur Woźniak (1931–39) - Michał Wróbel (1975–86) - Bogdan Zając (1995–2002) - Marek Zając (1997–2002) - Marek Zieńczuk (2004–09) - Mieczysław Zimowski (1911–19) - Maciej Żurawski (1999–2005), (2010–11) | Australia - Jacob Burns (2006–08) - Michael Thwaite (2006–08) Belarus - Andrey Hlebasolaw (1992) - Mikhail Sivakov (2011) Bosnia și Herțegovina - Semir Štilić (2014–15) Bulgaria - Tsvetan Genkov (2011–13) Camerun - Serge Branco (2010–11) - Guy Armand Feutchine (1996–97) Costa Rica - Júnior Díaz (2008–10), (2011–12) Estonia - Sergei Pareiko (2011–13) Haiti - Wilde-Donald Guerrier (2013–) - Emmanuel Sarki (2013–) Honduras - Osman Chávez (2010–15) - Romell Quioto (2012) Ungaria - Richárd Guzmics (2014–) Israel - Maor Melikson (2011–13) Lituania - Arūnas Pukelevičius (1998) Macedonia - Ostoja Stjepanović (2013–15) Moldova - Ilie Cebanu (2007–09) Maroc - Nourdin Boukhari (2010–11) Olanda - Kew Jaliens (2011–13) Nigeria - Kalu Uche (2001–05) România - Emilian Dolha (2006–07) Senegal - Issa Ba (2010) Serbia - Ivica Iliev (2011–13) - Milan Jovanić (2010–12) Slovacia - Erik Čikoš (2010–11) - Marek Penksa (2005–07) - Peter Šinglár (2008–10) - Ivan Trabalík (2002) Slovenia - Andraž Kirm (2009–12) Togo - Lantame Ouadja (2003–04) Uruguay - Pablo Álvarez (2009–10) |

## Istoric antrenori
| - Imre Schlosser (1924–29) - František Koželuh (1929–34) - Vilmos Nyúl (1934–39) - Otto Mazal-Skvajn (1939–46) - Jan Kotlarczyk (1946–47) - Artur Walter (1947–48) - Josef Kuchynka (1948–50) - Michał Matyas (1950–54) - Mieczysław Gracz (1954–55) - Artur Woźniak (1956–57) - Josef Kuchynka (1958–59) - Károly Kósa (1959–60) - Karel Finek (1960–61) - Mieczysław Gracz (1961–62) - Karel Kolsky (1963–64) - Czesław Skoraczyński (1964–67) - Mieczysław Gracz (1967–69) - Gyula Teleky (1969–70) | - Michał Matyas (1970–71) - Marian Kurdziel (1971–72) - Jerzy Steckiw (1972–74) - Aleksander Brożyniak (1975–77) - Orest Lenczyk (1977–79) - Lucjan Franczak (1979–81) - Wiesław Lendzion (1981–82) - Roman Durniok (1982–83) - Edmund Zientara (1983–84) - Orest Lenczyk (1984–85) - Stanisław Chemicz (1985) - Lucjan Franczak (1985–86) - Stanisław Cygan (1986–87) - Aleksander Brożyniak (1987–89) - Stanisław Chemicz (1989) - Adam Musiał (1989) - Bogusław Hajdas (1989) - Adam Musiał (1990–92) | - Kazimierz Kmiecik (1992) - Karol Pecze (1992–93) - Marek Kusto (1993–94) - Orest Lenczyk (1994) - Marek Kusto (1994) - Lucjan Franczak (1994–96) - Kazimierz Kmiecik (1996) - Henryk Apostel (1996–97) - Kazimierz Kmiecik (1997) - Wojciech Łazarek (1997–98) - Jerzy Kowalik (1998) - Franciszek Smuda (1998–99) - Jerzy Kowalik (1999) - Marek Kusto (1999-2000) - Wojciech Łazarek (2000) - Adam Nawałka (2000) - Orest Lenczyk (2000–01) - Adam Nawałka (2001) | - Franciszek Smuda (2001–02) - Henryk Kasperczak (2002–04) - Werner Lička (2005) - Jerzy Engel (2005) - Tomasz Kulawik (2005) - Dan Petrescu (2006) - Dragomir Okuka (2006) - Adam Nawałka (2007) - Kazimierz Moskal (2007) - Maciej Skorża (2007–10) - Henryk Kasperczak (2010) - Tomasz Kulawik (2010) - Robert Maaskant (2010–11) - Kazimierz Moskal (2011–12) - Michał Probierz (2012) - Tomasz Kulawik (2012–13) - Franciszek Smuda (2013–15) - Kazimierz Moskal (2015–) |